# Harkerville
Harkerville è un centro abitato sudafricano situato nella municipalità distrettuale di Eden nella provincia del Capo Occidentale.

## Geografia fisica
Il piccolo centro abitato sorge a circa 12 chilometri a ovest della città Plettenbergbaai.